# Frédéric Damé
Frédéric Damé (n. 1849, Tonnerre; d. 1907, București) a fost un ziarist, istoric, filolog și traducător francez stabilit în România.

## Viața
Născut la Tonnerre (Yonne), într-o renumită zonă viticolă din Burgundia, a studiat  dreptul la Paris.
Împreună cu prietenul său român, Bonifaciu Florescu, a înființat un jurnal efemer, l'Avenir litteraire, philosophique, scientifique care a apărut în două rânduri, în noiembrie-decembrie 1868 și in decembrie 1869 - ianuarie 1870. Mai apoi a scris rubrica de critică de teatru și muzică a revistei Revue populaire de Paris a lui Louise Bader.
A mai colaborat, între altele, cu Le Figaro și a fost redactor la Le Corsaire, unde scria și Baudelaire. Ulterior, împreună cu criticul Alfred Sercos, a condus revista La Jeunesse.
Prieten din tinerețe al poetului Lautréamont (1846-1870), acesta i-a dedicat lui și lui Sercos, volumul „Poésies”, apărut în 1870.

Dicționarul nou român-francez al lui Frédéric Damé, ediția I din 1893

Sora lui Damé s-a măritat cu avocatul român Polizu, ceea ce a constituit un factor în hotărârea de a veni în România.
În anul 1872 Frédéric Damé s-a stabilit definitiv în România, unde s-a căsătorit, fiind colaborator al publicistului Ulysse de Marsillac.

## Activitatea în Romania
În 1873, fondează primul mare jurnal de limbă franceză din București, La Roumanie.
Devenind un bun cunoscător al limbii române, a fost profesor de franceză la Liceul „Sfântul Sava” și fondatorul, la București, a mai multor publicații în română și franceză, ca de pildă Națiunea română, care a apărut doar 7 zile sub direcția lui Ion Luca Caragiale între 37 august-1 septembrie 1877, apoi, tot în 1877 împreună cu Émile Galli L’Independence Roumaine, după aceea Cimpoiul, l'Étoile roumaine, La Roumanie contemporaine , La Politique.
Între anii 1879 - 1891 a scris și sub pseudonimul Carillon (inspirat, poate, de carillonul de sub firma sediului ziarului Indépendance roumaine pe Calea Victoriei). Mai semna uneori și „Fantasio” sau „Lear”. Frédéric Damé a scris mai multe cărți de istorie culturală și memorialistică, piese de teatru, precum și un prim dicționar bilingv român-francez.
Idealist și moralizator, nu a gustat uneori umorul lui Caragiale, și a criticat ca „imorală” comedia acestuia, O noapte furtunoasă.
Comentariul făcut în 1879 de către Frédéric Damé privind traducerea piesei "Vârful cu dor" (autoare Carmen Sylva), traducere făcută de Mihai Eminescu:
"Dacă traducătorul, d. E-scu a ținut a fi original, poate să fie sigur că a reușit. Dar este originalitate și originalitate: acea a traducătorului Vârful cu dor a constat în a nimici, prin forme neuzitate și printr-o versificare nemai pomenită, toate grațiile naive ale textului german"
A murit la București în 1907.

## Opere
- La résistance, les maires, les députés de Paris et le Comité central du 18 au 26 mars, A.Lemerre, 1871
- cu Nicolae Densusianu -  L'element latin en Orient.Les Roumains du Sud, Macedoine, Epyre, Thrace, Albanie.
- Bucarest en 1906 (neterminată și apărută postum în 1907)
  - (Frédéric Damé Bucureștiul în 1906; ediție îngrijită și prefațată de Adrian Majuru; traducere în românește de Lucian Pricop și Sînziana Barangă, Paralela 45, Pitești, 2007)[8]
- Nouvel dictionnaire roumain-français (1893-1895)
- Histoire de la Roumanie contemporaine depuis l'avènement des princes indigènes jusqu'à nos jours (1822-1900), F.Alcan, Paris, 1900
- Grammaire roumaine avec exercices, 2e édition 1920, București.